# Michelangelo Signorile

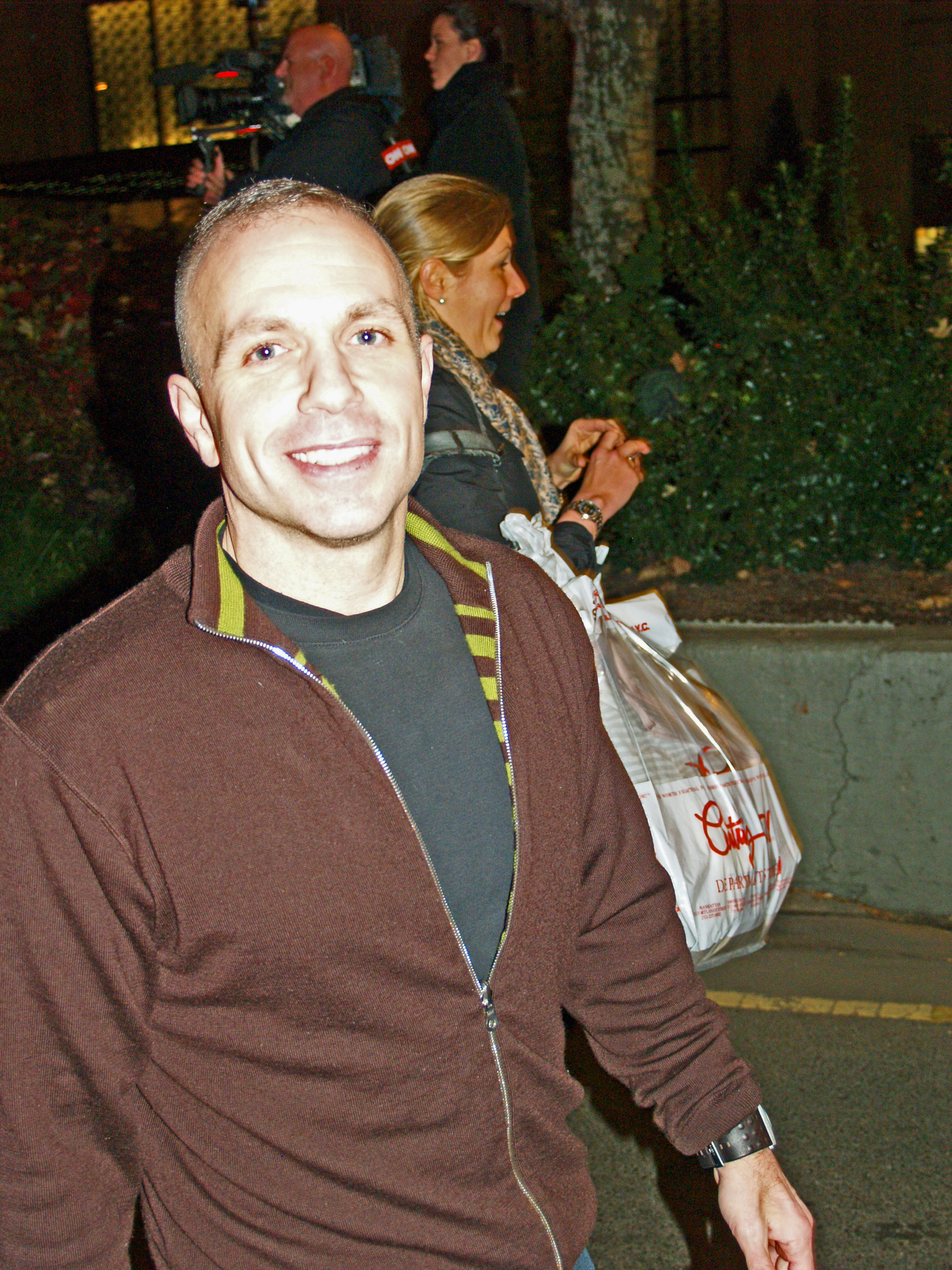
Signorile bei einer Demonstration in New York City, November 2008

Michelangelo Signorile (* 19. Dezember 1960 in Brooklyn, New York, USA) ist ein US-amerikanischer Hörfunkjournalist und Autor, dessen Programm jeden Wochentag in den Vereinigten Staaten und Kanada ausgestrahlt wird. Er ist politisch liberal und deckt ein breites Spektrum der politischen und kulturellen Themen ab.

## Leben
Er verbrachte seine frühe Kindheit in den 1960er und 1970er Jahren in Manhattan und Staten Island.
Signorile ist für seine zahlreichen Bücher und Berichte zu Schwulen- und Lesben-Politik bekannt und seit 1988 ein ausdrücklicher Unterstützer der Selbstbestimmungsrechte von Homosexuellen. Sein politisches Erwachen kam, als die AIDS-Epidemie in den späten 80er Jahren ausbrach und seine Freunde krank wurden und starben. Er war Mitbegründer und Herausgeber des Gay-Magazins OutWeek, das erstmals im Juni 1989 erschien und schnell zu hitzigen Debatten innerhalb und außerhalb homosexueller Kreise, insbesondere über das Outing führte. Signorile fordert aus journalistischer Perspektive eine „Entzerrung“ der Berichterstattung über homosexuelle und heterosexuelle Personen des öffentlichen Lebens.
Im Jahr 1992 zählte ihn das US-amerikanische Magazin Newsweek zu Amerikas Kultur-Elite, und im 2002 erschienenen Ranking der einflussreichsten Schwulen und Lesben, die mit Sokrates auf Platz 1 beginnt, nimmt er Platz 100 ein.

## Schriften
- Queer In America: Sex, Media, and the Closets of Power., 1993, ISBN 0299193748.
- Cardinal Spellman’s Dark Legacy. New York Press, 2002.